# Charles Dupeuty
Charles Désiré Dupeuty (* 6. Februar 1798 in Paris; † 20. Oktober 1865 in Saint-Germain-en-Laye) war ein französischer Librettist und Dramatiker.

## Leben und Werk
Charles Désiré Dupeuty studierte am Lycee Impérial, trat während Napoleon Bonapartes Herrschaft der Hundert Tage (Cent-Jours) in die Armée de la Loire ein, wo er bis zu deren Auflösung verblieb. Sein Debüt als Theater-Autor hatte er im Jahre 1821 und 1825 gründete er die oppositionelle Zeitschrift La nouveauté. Bekannt wurde Dupeuty auch als Vizepräsident der Société des auteurs et compositeurs dramatiques über einen Zeitraum von sechs Jahren. Er schrieb Libretti für die meisten Komponisten seiner Zeit (siehe Werkverzeichnis).
Seine Werke wurden in den bekanntesten Pariser Theatern des 19. Jahrhunderts aufgeführt, im Théâtre des Folies-Dramatiques, Théâtre du Vaudeville, Théâtre du Palais-Royal, Théâtre de la Gaîté, Théâtre de la Porte Saint-Martin, Théâtre des Variétés und anderen.

## Werkverzeichnis (auszugsweise)
- 1828: Guillaume Tell, Drama in 3 Akten, mit Adolphe Adam
- 1830: Napoléon ou Schoenbrunn et Sainte Hélène, Historiendrama in 2 Partien und 9 Tableaux, mit Louis Alexandre Piccinni
- 1831: Marionnette, Parodie in 5 Akten mit Félix-Auguste Duvert und Gedichten von Marion Delorme
- 1832: La vie de Molière, historische Komödie in 3 Akten, mit Étienne Arago
- 1832: L’homme de la nature et l’homme policé, Vaudeville in 2 Akten und 5 Tableaux, mit Paul de Kock[1]
- 1832: Le Fils de l’Empereur, zeitgeschichtliches Drama in 2 Akten, mit den Brüdern Cogniard
- 1833: Faublas, Komödie in 5 Akten mit Gesang, mit Léon-Lévy Brunswick
- 1834: Cornaro, tyran pas doux, in 4. Akten, in Versform gebracht nach Victor Hugos Angelo, tyran de Padoue, mit Félix-Auguste Duvert
- 1835: Un de plus, Comédie-vaudeville in 3 Akten, mit Paul de Kock
- 1840: Bonaventure, Comédie-vaudeville in 3 Akten und 4 Tableaux[2]
- 1844: Ravel en voyage, Vaudeville ein 1 Akt. mit Charles Varin
- 1846: La Descente de la Courtille, Vaudeville und Pantomime in 2 Tableaux, mit Théophile Marion Dumersan, Musikeinlage von Richard Wagner (WWV65)
- 1847: Le chevalier d’Essonne, Comédie-vaudeville in 3 Akten, mit Auguste Anicet-Bourgeois
- 1856: Tromb-al-ca-zar ou Les criminels dramatiques, musikalische Posse in 1 Akt, mit Jacques Offenbach
- 1863: Le Maréchal Ney, Historiendrama in 5 Akten und 11 Tableaux, mit Auguste Anicet-Bourgeois und Adolphe d’Ennery